# Rhododendron adenosum
Rhododendron adenosum är en ljungväxtart som beskrevs av Davidian. Rhododendron adenosum ingår i släktet rododendron, och familjen ljungväxter. Inga underarter finns listade i Catalogue of Life.